# Brian Reynolds Myers
Brian Reynolds Myers (ur. 1963) – amerykański profesor nadzwyczajny (associate professor) studiów międzynarodowych na Uniwersytecie Dongseo w Busanie w Korei Południowej. Redaktor amerykańskiego magazynu Atlantic, a także felietonista New York Timesa i Wall Street Journal. Specjalista w zakresie literatury i kultury północnokoreańskiej.
Autor trzech książek i kilkudziesięciu artykułów. W 2011 roku jego najnowsza publikacja – The Cleanest Race: How North Koreans See Themselves and Why It Matters – ukazała się w polskim tłumaczeniu jako Najczystsza rasa. Propaganda Korei Północnej.